# Európai települések latin neve
Azoknál az országoknál, ahol két oszlopban vannak a latin nevek, az első oszlop a középkori és újkori latin nevet tartalmazza. A második oszlopban az ókori latin név látható, amennyiben az eltér az újkoritól, illetve ha a település csak az ókorban létezett.

## Albánia
| Ókori latin név | Mai hivatalos név             |
| --------------- | ----------------------------- |
| Acroceraunia    | Llogara-hágó                  |
| Ad Novas        | Fier                          |
| Ad Picaria      | Puka                          |
| Ad Quintum      | Bradashesh                    |
| Albanopolis     | Halil (Kruja mellett)         |
| Amantia         | Ploça                         |
| Antigonia       | Jerma (Gjirokastra közelében) |
| Antipatrea      | Berat                         |
| Apollonia       | Pojan (Fier közelében)        |
| Aulona          | Vlora                         |
| Buthrotum       | Butrint                       |
| Byllis          | Hekal (Ballsh közelében)      |
| Cestrina        | Çuka e Ajtoit                 |
| Clodiana        | Peqin                         |
| Dimallum        | Krotina                       |
| Dyrrachium      | Durrës                        |
| Eugenum         | Cakran                        |
| Hadrianopolis   | Sofratika                     |
| Lissus          | Lezha                         |
| Nicaia          | Klos                          |
| Olympe          | Mavrova (Vlora közelében)     |
| Onchesmos       | Saranda                       |
| Oricum          | Orikum                        |
| Panormus        | Porto Palermo                 |
| Pelium          | Selca e Poshtme ?             |
| Petra           | Shkëmbi i Kavajës             |
| Phoenice        | Finiq                         |
| Porto Romano    | Durrës közelében              |
| Scampis         | Elbasan                       |
| Scodra          | Shkodra                       |
| Thronium        | Kanina                        |
| Treport         | Zvërnec                       |
| Vorea           | Vora                          |

## Ausztria
Noricum (Illyrium)
| Ókori latin név      | Mai hivatalos név            |
| -------------------- | ---------------------------- |
| Adiuvense            | Ybbs an der Donau            |
| Aelium Cetium        | Sankt Pölten                 |
| Aequinoctium         | Fischamend                   |
| Aguntum              | Dölsach                      |
| Ala Nova             | Schwechat                    |
| Altemburga           | Altenburg                    |
| Anisum               | Radstadt                     |
| Aquae                | Baden bei Wien               |
| Brigantium           | Bregenz                      |
| Carnuntum            | Bad Deutsch-Altenburg        |
| Clagenfurtum         | Klagenfurt                   |
| Comagenis            | Tulln an der Donau           |
| Cremifanum           | Kremsmünster                 |
| Cremisa              | Krems an der Donau           |
| Flavia Solva         | Leibnitz                     |
| Graecia              | Graz                         |
| Idunum               | Judenburg                    |
| Iuenna               | Volkermarkt                  |
| Iuvavum Salisburgium | Salzburg                     |
| Lauriacum            | Lorch                        |
| Lentia               | Linz                         |
| Lustenova            | Lustenau                     |
| Noreia               | Neumarkt in der Steiermarkt  |
| Oenipons             | Innsbruck                    |
| Ovilava              | Wels                         |
| Seccovia             | Seckau                       |
| Stiriatae            | Liezen                       |
| Teurnia              | St. Peter im Holz bei Spital |
| Ulmus                | Winden am See                |
| Veldidena            | Wilten                       |
| Villacum, Santiacum  | Villach                      |
| Vindobona            | Bécs                         |
| Virunum              | Magdalensberg                |

## Belgium
Gallia Belgica (Germania inf.)
| Ókori latin név      | Mai flamand (francia) neve |
| -------------------- | -------------------------- |
| Aldenarda            | Oudenaarde                 |
| Alostum              | Aalst                      |
| Anderlacum           | Anderlecht                 |
| Antverpia            | Antwerpen                  |
| Atuatuca Tungrorum   | Tongeren                   |
| Bruega               | Brugge                     |
| Bruxella             | Brüsszel                   |
| Cortracum            | Kortrijk                   |
| Dammum               | Damme                      |
| Furna                | Veurne                     |
| Gandavum             | Gent                       |
| Leodium              | Liège                      |
| Lovanium             | Leuven                     |
| Orolaunum            | Arlon                      |
| Rothnacum            | Ronse                      |
| Tamasiacum, Temsica  | Temse                      |
| Teneramonda          | Dendermonde                |
| Tornacum             | Tournai                    |
| Ursellis             | Ursel                      |
| Virovino, Viroviacum | Wervik                     |

## Bosznia-Hercegovina
| Ókori latin név      | Mai hivatalos név        |
| -------------------- | ------------------------ |
| Ad Aquas             | Miloševo                 |
| Aquae Sulphurae      | Ilidža                   |
| Bona                 | Blagaj                   |
| Mons Aureus          | Seona (Banovići)         |
| Neuense              | Neum                     |
| Pelva, Ludricensis   | Livno                    |
| Saldae               | Brčko (Posavski Poljaci) |
| Saloniana, Vitrinica | Mostar                   |
| Salvium              | Glamoč                   |
| Serbinum, Serbitium  | Bosanska Gradiška        |
| Urbate               | Srbac                    |

## Bulgária
Thracia (Moesia inferior)
| Ókori latin név                         | Mai hivatalos név       |
| --------------------------------------- | ----------------------- |
| Abritum, Abrittus                       | Razgrad                 |
| Ad Salices                              | Devnya-tól kb 15 km.-re |
| Almus                                   | Lom                     |
| Amlaidina, Adina                        | nincs azonosítva        |
| Anchialus                               | Pomorje                 |
| Apollonia Pontica, Appolonia Magna      | Sozopol                 |
| Antheia, Sozopolis                      | Sozopol                 |
| Aurea                                   | Zlatica                 |
| Beroe, Augusta Traiana                  | Sztara Zagora           |
| Bononia                                 | Vidin                   |
| Camistrum, Augusta                      | Kozloduj                |
| Castra Martis                           | Kúla                    |
| Colonia Ulpia Oescus, Escus. Palatiolum | Gigen                   |
| Colonia Ulpia Ratiaria                  | Archar                  |
| Copsis                                  | Karlovo                 |
| Debeltum, Pyrgus                        | Burgasz                 |
| Diocletianopolis                        | Hisarja                 |
| Dionysopolis                            | Balcsik                 |
| Diospolis                               | Jambol                  |
| Durostorum                              | Szilisztra              |
| Germanea                                | Szapareva Banja         |
| Magura Piatra, Regianum                 | Kozloduj                |
| Marcianopolis                           | Devnya                  |
| Melta, Praesidium, Caesaria             | Lovecs                  |
| Menebria, Mesambria, Metropolis Nova    | Neszebar                |
| Montana, Municipium Montanensium        | Montana                 |
| Nicopolis                               | Nikápoly                |
| Nicopolis ad Istrum                     | Nikjup                  |
| Nicopolis ad Nestum                     | Goze Delcsev            |
| Novae                                   | Szvistov                |
| Odessos                                 | Várna                   |
| Pautalia                                | Kjusztendil             |
| Peronticus, Agathopolis                 | Ahtopol                 |
| Petra                                   | Petrics                 |
| Philippopolis, Trimontium               | Plovdiv                 |
| Sagadava                                | nincs azonosítva        |
| Scaptopara                              | Blagoevgrad             |
| Serdica, Triaditsa                      | Szófia                  |
| Sexaginta Prista                        | Rusze                   |
| Stenimachus                             | Aszenovgrad             |
| Stipum                                  | Ihtiman                 |
| Storgosia                               | Pleven                  |
| Utus                                    | Guljanci                |
| Valve                                   | Vraca                   |
| Zaldapa                                 | Abrit mellett           |

## Ciprus
Cyprus
| Ókori latin név            | Mai hivatalos név |
| -------------------------- | ----------------- |
| Arsinoe                    | Famagusta         |
| Citium                     | Lárnaka           |
| Curium, Curias             | Kurion            |
| Marion                     | Polis Chrysochous |
| Neapolis                   | Limassol          |
| Salamis, később Constantia | Szalamisz         |

## Csehország
Bohemia
| Középkori latin név          | Mai hivatalos név |
| ---------------------------- | ----------------- |
| Alta Muta                    | Vysoké Mýto       |
| Benessovium                  | Benešov           |
| Broda Bohemica               | Český Brod        |
| Brunna, Eburodunum           | Brno              |
| Budovisium                   | České Budějovice  |
| Carnovia                     | Krnov             |
| Colonia                      | Kolín             |
| Eburum, Olomutium, Olomucium | Olmütz            |
| Liutomericium                | Litoměřice        |
| Luna                         | Louny             |
| Nova domus                   | Jindřichův Hradec |
| Oppavia                      | Opava             |
| Ostravia                     | Ostrava           |
| Pilsenum, Pilsna             | Plzeň             |
| Praga                        | Prága             |
| Racona                       | Rakovník          |
| Vallis Gaudiorum             | Bruntál           |
| Verona                       | Beroun            |
| Znoimium                     | Znojmo            |

## Dánia
Dania, Jutland (Chersonesus Cimbrica)
| Középkori latin név | Mai hivatalos név |
| ------------------- | ----------------- |
| Arus                | Aarhus            |
| Hafnia              | Koppenhága        |
| Othonia             | Odense            |
| Sora                | Sorø              |
| Wibergis            | Viborg            |

## Észak-Macedónia
| Ókori latin név         | Mai hivatalos név  |
| ----------------------- | ------------------ |
| Heraclea, Monasterium   | Bitola             |
| Lychnidus               | Ohrid              |
| Oaeneum                 | Tetovo             |
| Stibo, Estipium         | Stip               |
| Stobi, Scopium, Scupium | Szkopje            |
| Uscana                  | Debar vagy Kicsevo |

## Észtország
| Középkori latin név | Mai hivatalos név |
| ------------------- | ----------------- |
| Pernavia            | Pärnu             |
| Revalia             | Tallinn           |
| Tharbata            | Tartu             |

## Finnország
Finlandia, Finnia, újlatin Ostrobottnia
| Középkori/újkori latin név   | Mai hivatalos név (svéd elnevezés) |
| ---------------------------- | ---------------------------------- |
| Aboa                         | Turku                              |
| Arctopolis                   | Pori                               |
| Arx Savonum                  | Savonlinna                         |
| Arx Tavastiae, Tavasteburgum | Hämeenlinna                        |
| Borgoa                       | Porvoo                             |
| Brahestadium                 | Raahe                              |
| Caianeburgum                 | Kajaani                            |
| Carolina Vetus               | Kokkola                            |
| Christinea                   | Kristiinankaupunki                 |
| Espo                         | Espoo                              |
| Fredericia                   | Hamina                             |
| Granivicus                   | Jyväskylä                          |
| Helsingia, Helsingfordia     | Helsinki                           |
| Michaelia                    | Mikkeli                            |
| Neo-Carolina                 | Uusikaarlepyy                      |
| Neostadium                   | Uusikaupunki                       |
| Ostia Carelorum              | Joensuu                            |
| Portus Mariae                | Mariehamn                          |
| Raumoa                       | Rauma                              |
| Sala                         | Salo                               |
| Tammerforsia                 | Tampere                            |
| Tornea                       | Tornio                             |
| Uloa                         | Oulu                               |
| Vallis Gratiae               | Naantali                           |
| Vantania                     | Vantaa                             |
| Vasa                         | Vaasa                              |

## Franciaország
Gallia (Narbosensis, Aquitania, Lugdunensis)
| Ókori latin név                                           | Mai hivatalos név           |
| --------------------------------------------------------- | --------------------------- |
| Aballo                                                    | Avallon                     |
| Ad Horrea, Canoae                                         | Cannes                      |
| Adiacium                                                  | Ajaccio                     |
| Agathe                                                    | Agde                        |
| Agedincum                                                 | Sens                        |
| Agennum, Aginum                                           | Agen                        |
| Alberti campus                                            | Champaubert                 |
| Andematunnum, Lugdunum, Lingones                          | Langres                     |
| Anderitum                                                 | Javols                      |
| Anicium                                                   | Le Puy-en-Velay             |
| Antipolis                                                 | Antibes                     |
| Aquae Bormonis                                            | Bourbon-l’Archambault       |
| Aquae Calidae                                             | Vichy                       |
| Aquae Neri                                                | Néris-les-Bains             |
| Aquae Nisincii                                            | Saint-Honoré-les-Bains      |
| Aquae Sextiae Salluviorum                                 | Aix-en-Provence             |
| Arausio, Oragnia                                          | Orange                      |
| Arelate, Constantina                                      | Arles                       |
| Argentomagus                                              | Argenton-sur-Creuse         |
| Argentina, Argentipolis                                   | Strasbourg                  |
| Argentoratum, Augusta Argentorate                         | Strasbourg                  |
| Argentovaria                                              | Horbourg-Wihr               |
| Arpaionum, Arpaioni castrum, Arpacona                     | Arpajon                     |
| Atrebatum                                                 | Arras                       |
| Augusta Trebocorum                                        | Strasbourg                  |
| Augustodunum Aedorum                                      | Autun                       |
| Augustomagus Silvanectum                                  | Senlis                      |
| Aunedonnacum, Auedonnaco                                  | Aulnay-de-Saintonge         |
| Aurelia, Aurelianum, Aureliopoli, Cenabum                 | Orléans                     |
| Autissiodorum                                             | Auxerre                     |
| Autricum, civitas Carnutum, Carnutes                      | Chartres                    |
| Avaricum Biturigum                                        | Bourges                     |
| Avennio, Avinioni                                         | Avignon                     |
| Averna, Claromontium, Augustonemetum                      | Clermont-Ferrand            |
| Baeterrae                                                 | Béziers                     |
| Bagacum Nerviorum                                         | Bavay                       |
| Bagias, Augustodurum, Baiocae, Baiocassium civitas        | Bayeux                      |
| Baiona                                                    | Bayonne                     |
| Belna                                                     | Beaune                      |
| Bibracte                                                  | Mont Beuvray                |
| Bisuntium, Vesontio Sequanorum, Vesontio, Vesoncione      | Besançon                    |
| Blavia                                                    | Blaye                       |
| Bononia, Gesoriacum                                       | Boulogne-sur-Mer            |
| Bresta super Caprellam                                    | Brest                       |
| Brestum, Brestia, Brivates Portis                         | Brest                       |
| Breviodurum                                               | Brionne                     |
| Brigantio                                                 | Briançon                    |
| Brigiosum                                                 | Brioux-sur-Boutonne         |
| Briva Isara                                               | Pontoise                    |
| Brivodurum                                                | Briare                      |
| Brocomagus                                                | Brumath                     |
| Burdigala, Biturgium Viviscorum                           | Bordeaux                    |
| Cadomum                                                   | Caen                        |
| Caesaromagus Bellovacorum                                 | Beauvais                    |
| Calesium, Caletum                                         | Calais                      |
| Cambete                                                   | Kembs                       |
| Cameracum                                                 | Cambrai                     |
| Cantilia                                                  | Chantelle                   |
| Carcaso                                                   | Carcassonne                 |
| Carpentorate Meminorum                                    | Carpentras                  |
| Cassinomagus                                              | Chassenon                   |
| Castellum Menapiorum                                      | Cassel                      |
| Catalaunum, Catelaunorum                                  | Châlons-en-Champagne        |
| Catculliacum                                              | Saint-Denis                 |
| Caturigomagus                                             | Chorges                     |
| Cavillonum                                                | Châlon-sur-Saône            |
| Cemenelum (Alpes Maritimae)                               | Nizza (Cimiez)              |
| Cenomanum, Subdinnum                                      | Le Mans                     |
| Cessero                                                   | Saint-Thibéry               |
| Colonia Copia Claudia Augusta Lugdunum                    | Lyon                        |
| Colonia Iulia Paterna Arelatensium Sextanorum             | Arles                       |
| Columbaria                                                | Colmar                      |
| Condate                                                   | Cherbourg-Octeville         |
| Condate                                                   | Conde-sur-Iton              |
| Corterate                                                 | Coutras                     |
| Crisenaria                                                | Cressy                      |
| Cularo, Gratianopolis                                     | Grenoble                    |
| Damovilla                                                 | Damville                    |
| Darioritum                                                | Vannes                      |
| Decem Pagi                                                | Tarquimpol                  |
| Decetia, Deccidae                                         | Decize                      |
| Dinia, Diniensium civitas                                 | Digne-les-Bains             |
| Divio, Diviodunum, Divionum                               | Dijon                       |
| Divodurum, Mediomatricus, Mettis                          | Metz                        |
| Divona                                                    | Cahors                      |
| Dunkerciae                                                | Dunkerque                   |
| Durocassium                                               | Dreux                       |
| Durocoregum                                               | Domqueur                    |
| Durocortorum, Durocortorum Remorum                        | Reims                       |
| Eburobriga                                                | Avrolles                    |
| Eudracinum                                                | Saint-Rhémy-en-Bosses       |
| Flavia, Flaviacum                                         | Saint-Germer-de-Fly         |
| Flaviniacum, Flaviacum                                    | Flavigny-sur-Ozerain        |
| Forum Domitii                                             | Montbazin                   |
| Forum Iulii                                               | Fréjus                      |
| Forum Segusiavorum                                        | Feurs                       |
| Gabrae                                                    | Gièvres                     |
| Glanum                                                    | Saint-Rémy-de-Provence      |
| Gratianopolis, Cularo                                     | Grenoble                    |
| Insulae, Insulis Flandorum                                | Lille                       |
| Iuliobona Caletorum                                       | Lillebonne                  |
| Iuliomagus                                                | Angers                      |
| Large                                                     | Largitzen                   |
| Lemovicum, Augustoritum Lemovicum                         | Limoges                     |
| Lexovium, Lexoviorum                                      | Lisieux                     |
| Limonium Pictonum, Pictones                               | Poitiers                    |
| Lugdunum Clavatum                                         | Laon                        |
| Lugdunum Convenarum                                       | Saint-Bertrand-de-Comminges |
| Lugdunum Sequanorum, Leon, Lione                          | Lyon                        |
| Lutetia, Lutetia Parisiorum                               | Párizs                      |
| Luteva                                                    | Lodève                      |
| Maclovium                                                 | Saint Malo                  |
| Massava                                                   | Mesves-sur-Loire            |
| Massilia                                                  | Marseille                   |
| Matisco                                                   | Mâcon                       |
| Medicinum                                                 | Mézin                       |
| Mediolanum                                                | Châteaumeillant             |
| Mediolanum Aulercorum                                     | Évreux                      |
| Mediolanum Santonum                                       | Saintes                     |
| Meteglum                                                  | Melun                       |
| Monaecum, Portus Herculis Monoeci                         | Monaco                      |
| Mons Pellusanus                                           | Montpellier                 |
| Nannetum, Portus Namnetus                                 | Nantes                      |
| Narbo Martius, Narbona                                    | Narbonne                    |
| Nasium                                                    | Naix-aux-Forges             |
| Nemausus, Nemausa                                         | Nîmes                       |
| Nemetacum, Atrebatum                                      | Arras                       |
| Nevirnum, Ebirnum                                         | Nevers                      |
| Nicaea, Nicia                                             | Nizza                       |
| Ninitiacum                                                | Nizy-le-Comte               |
| Novio Rito, Niortum, Novirogus, Nyrax                     | Niort                       |
| Noviodunum, Augusta Suessionum                            | Soissons                    |
| Noviomagus Lexoviorum                                     | Lisieux                     |
| Noviomagus Veromanduorum, Noviomium, Noviomense palatium  | Noyon                       |
| Pons Scaldis                                              | Escautpons                  |
| Provincia (Narbonensis)                                   | Provence                    |
| Rama                                                      | Champcella                  |
| Ramboletium                                               | Rambouillet                 |
| Raurana                                                   | Rom                         |
| Redones, Redonum, Condate Riedonum                        | Rennes                      |
| Remi, Rhemes,                                             | Reims                       |
| Rhenus                                                    | Rhine                       |
| Rodumna                                                   | Roanne                      |
| Rotomagus                                                 | Rouen                       |
| Ruessio                                                   | Saint-Paulien               |
| Samarobriva, Ambianum                                     | Amiens                      |
| Sancti Audoeni fanum, Villa aut domus                     | Saint-Ouen-sur-Seine        |
| Segobodium                                                | Seveux                      |
| Segodunum                                                 | Rodez                       |
| Segora                                                    | Bressuire                   |
| Segusterone                                               | Sisteron                    |
| Sidolocus                                                 | Saulieu                     |
| Spinetum, Spinogelum, Spinoilum, Espinolum                | Épinay-sur-Orge             |
| Tammum, Tannum, Lamnum                                    | Talmont-sur-Gironde         |
| Tarasco                                                   | Tarascon                    |
| Taruenna, Tervanna                                        | Thérouanne                  |
| Tincontium                                                | Sancoins                    |
| Tinurtium                                                 | Tournus                     |
| Tolonium                                                  | Toulon                      |
| Tolosa                                                    | Toulouse                    |
| Trecae, Tricassium, Augustobona Tricassium                | Troyes                      |
| Tullum Leucorum                                           | Toul                        |
| Turonum, Turonorum, Augusta Turonum, Caesarodunum Turonum | Tours                       |
| Valentia                                                  | Valence                     |
| Vapincum                                                  | Gap                         |
| Varadetum                                                 | Varaire                     |
| Varadetum                                                 | Vayres (Gironde)            |
| Vasio Vocontiorum                                         | Vaison-la-Romaine           |
| Versaliae                                                 | Versailles                  |
| Vesunna Petrucoriorum                                     | Périgueux                   |
| Vienna, Vienna Allobrogium                                | Vienne                      |
| Viennavicus                                               | Vienne-en-Val               |
| Vierium                                                   | Vihiers                     |
| Virdunum                                                  | Verdun                      |
| Vironum                                                   | Vervins                     |
| Vorogium                                                  | Varennes-sur-Allier         |

## Hollandia
Germania Inferior, Batavia, Neerlandia
| Ókori latin név                               | Mai hivatalos név    |
| --------------------------------------------- | -------------------- |
| Ad Duodecimum                                 | nincs azonosítva     |
| Albaniana                                     | Alphen aan den Rijn  |
| Alcmariae                                     | Alkmaar              |
| Amivadum                                      | Amersfoort           |
| Amstelodamum, Irenopolis                      | Amszterdam           |
| Arenacum, Arnhemicum, Arnhemii Geldriae       | Arnhem               |
| Arnum, Castra Herculis                        | Arnhem               |
| Atuatuca Tungrorum                            | Tongeren             |
| Blariacum                                     | Blerick              |
| Carvium                                       | Herwen               |
| Carvo                                         | Kesteren             |
| Caspingio                                     | Asperen              |
| Catualium                                     | Heel                 |
| Ceuclum                                       | Cuijk                |
| Coriovallum                                   | Heerlen              |
| Daventria                                     | Deventer             |
| Eindovia                                      | Eindhoven            |
| Elenio                                        | Naaldwijk            |
| Fectio                                        | Vechten              |
| Flenio                                        | Vlaardingen          |
| Fletio                                        | Vleuten              |
| Flevum                                        | Velsen               |
| Forum Hadriani, Municipium Aelium Cananefatum | Voorburg             |
| Ganuenta                                      | Colijnsplaat         |
| Goudae                                        | Gouda                |
| Grinnes                                       | Rossum               |
| Haga Comitis                                  | Hága                 |
| Horgana                                       | Hargen               |
| Laurium, Castellum Laurum                     | Woerden              |
| Lefevanum                                     | Wijk bij Duurstede   |
| Leovardia                                     | Leeuwarden           |
| Lugdunum Batavorum                            | Katwijk an Zee       |
| Mariaucum, Mannaricium                        | Maurik               |
| Matilo                                        | Leiden               |
| Mederiacum                                    | Melick               |
| Mosae Traiectum, Traiectum ad Mosam           | Maastricht           |
| Nigrum Pullum                                 | Zwammerdam           |
| Praetorium Agrippina                          | Katwijk (Valkenburg) |
| Roterodamum                                   | Rotterdam            |
| Ruraemunde                                    | Roermond             |
| Silva Ducis                                   | ’s-Hertogenbosch     |
| Tablis                                        | Oud-Alblas           |
| Traiectum ad Renum, Ultraiecti ad Renum       | Utrecht              |
| Ulpia Noviomagus Batavorum                    | Nijmegen             |
| Vadae                                         | Wageningen           |
| Venlonum, Sablones                            | Venlo                |
| Vienna (Nederlandia)                          | Vianen               |

## Horvátország
Illyricum - Dalmatia, újlatin Croatia
| Ókori latin név                                | Mai hivatalos név                       |
| ---------------------------------------------- | --------------------------------------- |
| Ad Basante                                     | Bosut (Županja mellett)                 |
| Ad Fines                                       | Buševec                                 |
| Ad Labores                                     | Drávanémeti (Eszék mellett)             |
| Ad Labores Pons Ulcae                          | Bobota                                  |
| Aenona, Nona                                   | Nin                                     |
| Aequum                                         | Citluk (Sinj mellett)                   |
| Albona                                         | Labin                                   |
| Andautonia                                     | Šćitarjevo                              |
| Antianae, Donatiana                            | Baranyabán                              |
| Apsorus                                        | Osor                                    |
| Aqua Balissae                                  | Daruvár                                 |
| Aqua Viva                                      | Petrijanec                              |
| Aquama, Metulum                                | Csáktornya                              |
| Arba                                           | Rab                                     |
| Berbis, Vereis                                 | Podgajci Podravski környéke             |
| Bolentium                                      | Podravska Moslavina környéke (Monoszló) |
| Brattia, Bretia                                | Brač                                    |
| Causilena                                      | Orolik                                  |
| Cibalae                                        | Vinkovce                                |
| Cirtisa, Certissa                              | Štrbinci (Diakovár mellett)             |
| Colonia Pietas Iulia Pola Pollentia Herculanea | Póla                                    |
| Corcyra Nigra                                  | Korčula                                 |
| Cornacum                                       | Szata                                   |
| Crepsa, Crexa                                  | Cres                                    |
| Cuccium                                        | Újlak                                   |
| Curicta                                        | Krk                                     |
| Delminium                                      | Tomislavgrad                            |
| Epidaurum, Civitas Vetus                       | Cavtat                                  |
| Flanona                                        | Plomin                                  |
| Halicanum                                      | Muraszentmárton                         |
| Iader, Iadera                                  | Zára                                    |
| Iovalio                                        | Valpó                                   |
| Iovia, Botivo                                  | Ludbreg                                 |
| Iovia, Cardono                                 | Gradina                                 |
| Issa                                           | Vis (sziget)                            |
| Lentulum, Luntulae                             | Stari Gradac környéke                   |
| Lopsica                                        | Szentgyörgy                             |
| Magniana, Marinianae                           | Alsómiholjác                            |
| Marsonia                                       | Bród                                    |
| Melita, Meleta                                 | Mljet                                   |
| Muicurum                                       | Makarska                                |
| Mursa, Mursa major                             | Eszék                                   |
| Mursella, Mursa minor                          | Petrijevci                              |
| Narona                                         | Metković                                |
| Neapolis-Aemonia                               | Novigrad                                |
| Nesactium                                      | Visace (Póla mellett)                   |
| Onaeum, Almissa                                | Omiš                                    |
| Pamodus                                        | Pag                                     |
| Parentium                                      | Poreč                                   |
| Petina                                         | Pićan                                   |
| Pharus                                         | Hvar (sziget)                           |
| Piquentum                                      | Buzet                                   |
| Piretis                                        | Draganovec                              |
| Populi                                         | Varasd-tól keletre                      |
| Praetorium                                     | Suvaja (?) (Bosanska Dubica mellett)    |
| Rausium, Ragusium, Ragusa                      | Dubrovnik                               |
| Rocium, Rotium                                 | Roč                                     |
| Romula                                         | Ribnica                                 |
| Sagabria, Sagrabia, Zagrabia                   | Zágráb                                  |
| Salona                                         | Salona                                  |
| Scardona                                       | Skradin                                 |
| Segesta, Siscia                                | Sziszek                                 |
| Senia                                          | Zengg                                   |
| Serenae                                        | Sveti Đurđ                              |
| Serota, Sirotae                                | Verőce                                  |
| Servitium                                      | Gradiška                                |
| Solentium                                      | Šolta                                   |
| Spalatum                                       | Split                                   |
| Stridon                                        | Stridóvár                               |
| Sunista, Sonista                               | Lunjkovec                               |
| Tarsatica                                      | Trsat                                   |
| Teutoburgium, Tittoburgum                      | Dálya                                   |
| Tragurium, Tragurion                           | Trogir                                  |
| Varasdivum                                     | Varasd                                  |
| Vegium                                         | Karlobag                                |
| Vitopolis, Flumen                              | Fiume                                   |

## Koszovó
| Ókori latin név                              | Mai hivatalos név     |
| -------------------------------------------- | --------------------- |
| Cossobus, Cossovo, Merulae, Merlinius campus | Fushë-Kosova Rigómező |
| Siparantum, Pescium, Pentza                  | Peć                   |
| Theranda                                     | Prizren               |
| Ulpiana                                      | Gračanica             |
| Vicianum                                     | Vučitrn               |
| Vindenis                                     | Podujevo              |

## Lengyelország
Magna Germania, Sarmatia, újlatin Polonia
| Középkori/újkori latin név             | Mai hivatalos név    |
| -------------------------------------- | -------------------- |
| Bethania, Bithomia                     | Bytom                |
| Bilici-Biala                           | Bielsko-Biała        |
| Bydgostia                              | Bydgoszcz            |
| Calisia                                | Kalisz               |
| Cervimontium, Mons Cervi               | Jelenia Góra         |
| Civitas Kielcensis                     | Kielce               |
| Colberga                               | Kołobrzeg            |
| Cracovia, Graccoviam                   | Krakkó               |
| Culmen                                 | Chełmno              |
| Dantiscum, Gedanum, Gedania            | Gdańsk               |
| Elbinga, Elbingus, Elbinca             | Elbląg               |
| Elbangum, Elbingense Castrum           | Elbląg               |
| Ginnepolis                             | Frombork             |
| Glivitium                              | Gliwice              |
| Gorlicium                              | Zgorzelec            |
| Legnitium, Lignicensis urbs, Licnicium | Legnica              |
| Lignitium, Ligus, Lugidunum            | Legnica              |
| Nissa                                  | Nysa                 |
| Ostrovia                               | Ostrów Wielkopolski  |
| Posnania, Poznania                     | Poznań               |
| Resovia                                | Rzeszów              |
| Sandomir                               | Sandomierz           |
| Silesia                                | Śląsk                |
| Siradia                                | Sieradz              |
| Stargardia                             | Stargard Szczeciński |
| Stetinum                               | Szczecin             |
| Thorunium, Thorunum, Thorunia          | Toruń                |
| Varsovia, Varsavia                     | Varsó                |
| Vratislavia                            | Wrocław              |

## Magyarország
| Középkori/újkori latin név | Ókori latin név                   | Mai hivatalos név      |
| -------------------------- | --------------------------------- | ---------------------- |
| Agria                      | –                                 | Eger                   |
| Alba Regia, Alba Regalis   | –                                 | Székesfehérvár         |
| Buda, Buda Vetus           | Aquincum                          | Budapest (Buda, Óbuda) |
| Comaromium                 | Brigetio                          | Komárom-Szőny          |
| Civitas Archiepiscopalis   | –                                 | Víziváros (Esztergom)  |
| Debrecinum                 | –                                 | Debrecen               |
| Ginsium                    | –                                 | Kőszeg                 |
| Jaurinum                   | Arrabona                          | Győr                   |
| Pesthinum                  | Contra Aquincum                   | Budapest (Pest)        |
| Sabaria                    | Savaria                           | Szombathely            |
| Segedinum                  | Partiscum                         | Szeged                 |
| Sopronium                  | Scarbantia                        | Sopron                 |
| Strigonium                 | Solva                             | Esztergom              |
| Quinque Ecclesiae          | Sopianae                          | Pécs                   |
| Villa Alch (1297)          | Ad Mures és Ad Statuas            | Ács mellett            |
| Villa Nova                 | -                                 | Zichyújfalu            |
| –                          | Ad Flexum                         | Mosonmagyaróvár        |
| –                          | Ad Novas                          | Vörösmart              |
| –                          | Aegopolis                         | Kecskemét              |
| –                          | Alisca                            | Őcsény                 |
| –                          | Alta Ripa                         | Tolna                  |
| –                          | Altinum                           | Kölked                 |
| –                          | Annamatia                         | Baracs (Dunaföldvár)   |
| –                          | Bassiana                          | Sárvár                 |
| –                          | Caesariana                        | Baláca (Nemesvámos)    |
| –                          | Campona                           | Budapest (Nagytétény)  |
| –                          | Castra ad Herculem                | Pilismarót             |
| –                          | Cirpi                             | Dunabogdány            |
| –                          | Contra Constantiam                | Dunakeszi, Göd         |
| –                          | Contra Florentiam                 | Dunafalva              |
| –                          | Crumerum                          | Nyergesújfalu          |
| –                          | Dotis                             | Tata                   |
| –                          | Florentina, Lugio                 | Dunaszekcső            |
| –                          | Gardellaca, Cardabiaca            | Tokod                  |
| –                          | Gorsium, Herculia                 | Tác                    |
| –                          | Intercisa                         | Dunaújváros            |
| –                          | Iovia                             | Dombóvár               |
| –                          | Lepavista, Azaum, Odiavum         | Almásfüzitő            |
| –                          | Lusomana, Lumanum                 | Bicske                 |
| –                          | Lussonium, Lusione                | Dunakömlőd             |
| –                          | Machaeropolis                     | Fegyvernek             |
| –                          | Matrica                           | Százhalombatta         |
| –                          | Mogentiana                        | Tüskevár, Keszthely    |
| –                          | Mursella                          | Mórichida              |
| –                          | Pone Navata, Altum Castrum        | Visegrád               |
| –                          | Potamopolis                       | Sárospatak             |
| –                          | Quadrata, Stailuco                | Lébény                 |
| –                          | Sala                              | Zalalövő               |
| –                          | Siscia                            | Sziszek                |
| –                          | Tricciana                         | Ságvár                 |
| –                          | Ulcisia Castra, Castra Constantia | Szentendre             |
| –                          | Valcum                            | Fenékpuszta            |
| –                          | Vetus Salina, Vetusallum          | Adony                  |
| –                          | Vicus Teuto                       | Budaörs                |
| Villa Sancti Petri         | -                                 | Sajószentpéter         |
| Beryn                      |                                   | Iharosberény           |

## Málta
Melite
| Ókori latin név         | Mai hivatalos név |
| ----------------------- | ----------------- |
| Civitas Humilissima     | Valletta          |
| Civitas Invicta         | Isla (Senglea)    |
| Civitas Victoriosa      | Birgu             |
| Gaulos                  | Rabat (Málta)     |
| Melita (Urbs Notabilis) | Mdina             |

## Montenegró
Duclia
| Ókori latin név                | Mai hivatalos név |
| ------------------------------ | ----------------- |
| Acruvium                       | Kotor             |
| Anagastum, Anderba             | Nikšić            |
| Antipargal, Antibarium         | Bar               |
| Birziminium                    | Podgorica         |
| Colchinium, Olcinium, Ulcinium | Ulcinj            |
| Doclea, Dioclea                | Duklja            |
| Medione                        | Medun             |
| Risinium                       | Risan             |

## Nagy Britannia és Írország
(Albion, Britannia), Anglia (Anglia), Skócia (Caledonia, Scotia), Írország (Hibernia), Wales (Cambria), Cornwall (Cornubia)
| Ókori latin név                            | Mai hivatalos név               |
| ------------------------------------------ | ------------------------------- |
| Aberdonia, Aberdonium, Devana, Verniconam  | Aberdeen                        |
| Ad Pontes                                  | Staines upon Thames             |
| Aetona, Aetonia                            | Eton                            |
| Alabum                                     | Llandovery                      |
| Alata castra, Alatius burgus, Aneda        | Edinburgh                       |
| Aluana                                     | Alcester                        |
| Anavio                                     | Brough-on-Noe                   |
| Andreanae, Andreopolis, Kilrule            | St. Andrews                     |
| Aquae Arnemetiae                           | Buxton                          |
| Aquae Sulis                                | Bath                            |
| Ardotalia                                  | Gamesley                        |
| Augusta Trinobantium, Dubris               | London                          |
| Bangertium                                 | Bangor                          |
| Bannaventa                                 | Norton (Daventry mellett)       |
| Bellositi Dobunnorum, Oxonia, Oxonium      | Oxford                          |
| Blestium                                   | Monmouth                        |
| Bovium                                     | Cowbridge                       |
| Bremetennacum                              | Ribchester                      |
| Burrium                                    | Usk                             |
| Caesar                                     | Jersey                          |
| Caesaromagus                               | Chelmsford                      |
| Calcaria                                   | Tadcaster                       |
| Calleva Atrebatum                          | Silchester                      |
| Camulodunum                                | Colchester                      |
| Canovium                                   | Caerhun                         |
| Cantium                                    | Kent                            |
| Caromagno                                  | Cramond                         |
| Castra Diva, Deva                          | Chester                         |
| Castra Legionis                            | Caerleon                        |
| Cataractonium                              | Catterick                       |
| Cicutio                                    | Pumsaint                        |
| Clausentum                                 | Southampton                     |
| Clausentun                                 | Bitterne                        |
| Clotagenium                                | Old Kilpatrick                  |
| Colonia Lindum                             | Lincoln                         |
| Concangis                                  | Chester-le-Street               |
| Condate                                    | Northwich                       |
| Coria, Corspitium                          | Corbridge                       |
| Corinium Dobunnorum                        | Cirencester                     |
| Danum                                      | Doncaster                       |
| Derventio                                  | Littlechester                   |
| Dorobrina, Portus Dubris                   | Dover                           |
| Dublinum, Eblanda                          | Dublin                          |
| Dunedinum, Puellarum castra                | Edinburgh                       |
| Dunelmum                                   | Durham                          |
| Durnovaria                                 | Dorchester                      |
| Durobrivis                                 | Rochester                       |
| Durocobrivis                               | Dunstable                       |
| Durocornovium                              | Swindon                         |
| Durolipons, Cantabrigia                    | Cambridge                       |
| Durolitum                                  | Little London, Romford          |
| Durovernum Cantiacorum, Cantuaria          | Canterbury                      |
| Durovigutum                                | Godmanchester                   |
| Eboracum                                   | York                            |
| Edinburgum, Edinum, Edimburgum, Edenburgum | Edinburgh                       |
| Evidensca                                  | East Lothian                    |
| Garrianonum                                | Burgh Castle                    |
| Gippevicum, Gypsuicum                      | Ipswich                         |
| Glascouium, Glascovia, Glascum, Glascua    | Glasgow                         |
| Glevum Colonia, Claudia Castrierta         | Gloucester                      |
| Gobannium                                  | Abergavenny                     |
| Halifacium, Hortonium                      | Halifax                         |
| Hestenga                                   | Hastings                        |
| Isarium                                    | Aldborough                      |
| Isca Dumnoniorum, Exonia                   | Exeter                          |
| Isca Silurum, Isca Augusta, Isca Legio     | Caerleon                        |
| Lactodorum                                 | Towcester                       |
| Lagentium                                  | Castleford                      |
| Leodis                                     | Leeds                           |
| Letocetum                                  | Lichfield, Wall (Staffordshire) |
| Lindinis                                   | Ilchester                       |
| Londinum, Londonium                        | London                          |
| Luentium                                   | Pumsaint (Dolaucothi)           |
| Luguvalium                                 | Carlisle                        |
| Lutonium                                   | Luton                           |
| Lutudarum                                  | Crich                           |
| Mamucium                                   | Manchester                      |
| Maromago                                   | Midlothian                      |
| Mediolanum                                 | Whitchurch                      |
| Mediomanum                                 | Caersws                         |
| Monaoeda                                   | Man szk.                        |
| Moridunum                                  | Carmarthen                      |
| Navio, Anavia                              | Brough-on-Noe                   |
| Nidum                                      | Neath                           |
| Noviomagus Cantiacorum                     | Crayford                        |
| Noviomagus Regnorum, Noviomagus Regnensium | Chichester                      |
| Olicana                                    | Ilkley                          |
| Orcadia                                    | Orkney-szigetek                 |
| Petuaria                                   | Brough-on-Humber                |
| Pons Aelius, Novocastrum                   | Newcastle                       |
| Portus Felix                               | Filey                           |
| Portus Lemanis                             | Lympne                          |
| Praesidium, Praetorium                     | Bridlington                     |
| Ratae Corieltavorum, Leicestria            | Leicester                       |
| Regulbium                                  | Reculver                        |
| Riduna                                     | Alderney szk.                   |
| Rutupiae                                   | Richborough                     |
| Salinae                                    | Middlewich                      |
| Sarisberiam, Sorviodunum                   | Salisbury                       |
| Sarnia                                     | Guernsey szk.                   |
| Segontium, Seguntio, Seguntium             | Caernarfon                      |
| Sulloniacis                                | Edgware (Greater London)        |
| Trimontium                                 | Newstead                        |
| Vagniacea                                  | Springhead                      |
| Vectis                                     | Wight szk.                      |
| Venta Belgarum                             | Winchester                      |
| Venta Silurum                              | Caerwent                        |
| Verulamium, Fanum Sancti Albani            | St. Albans                      |
| Vigornia                                   | Worcester                       |
| Vindolanda                                 | Chesterholme                    |
| Vinovia                                    | Binchester (Durham)             |
| Viroconium                                 | Wroxeter (Shropshire)           |

## Németország
Germania, Bajorország (Raetia, újlatin Bavaria), Szászország (Saxonia), Poroszország (Borussia)
| Ókori/középkori latin név                                 | Mai hivatalos név              |
| --------------------------------------------------------- | ------------------------------ |
| Aliso                                                     | Haltern am See                 |
| Alta ripa                                                 | Altrip                         |
| Altdorfium                                                | Altdorf                        |
| Altenburgum in Misnia                                     | Altenburg                      |
| Angelstadium, Auripolis, Ingolstadii                      | Ingolstadt                     |
| Antunacum                                                 | Andernach                      |
| Aqua Villae                                               | Badenweiler                    |
| Aquae Mattiacae                                           | Wiesbaden                      |
| Aquis Granum, Aquensis Urbs, Granis aquae                 | Aachen                         |
| Arae Flaviae, Rotvila                                     | Rottweil                       |
| Arboriacum                                                | Erberich                       |
| Arenacum                                                  | Rindern                        |
| Argelia                                                   | Torgau                         |
| Ascvilare                                                 | Eschweiler                     |
| Asopus                                                    | Aspe                           |
| Assindia                                                  | Essen                          |
| Augusta Turgoïorum, Constantia                            | Konstanz                       |
| Augusta Vindelicorum                                      | Augsburg                       |
| Aurelia Aquensi                                           | Baden-Baden                    |
| Ausava                                                    | Oos (ma Gerolstein része       |
| Babenberga, Bambergensis                                  | Bamberg                        |
| Bacodurum, Batavis, Castra Batava, Passavium, Bazzowa     | Passau                         |
| Badena civitas                                            | Baden-Baden                    |
| Bauconica, Buconica                                       | Nierstein, Oppenheim, Dienheim |
| Baudobriga                                                | Boppard                        |
| Beda                                                      | Bitburg                        |
| Bekemense                                                 | Beckum                         |
| Berolinum, Colonia ad Sprevum, Colonia Marchica           | Berlin                         |
| Bilivelda, Bilveldia, Campus Albus, Albocampus            | Bielefeld                      |
| Bonna, Colonia Bonnensis                                  | Bonn                           |
| Borbetomagus, Wormatia                                    | Worms                          |
| Brema, Fabirana, Phabiranum Saxorum                       | Bremen                         |
| Brigobane                                                 | Hüfingen                       |
| Brunsvicum, Brunonia, Brunopolis                          | Braunschweig                   |
| Budissa                                                   | Bautzen                        |
| Burginatium                                               | Kalkar                         |
| Cambodunum, Campidonum                                    | Kempten                        |
| Carolomarxopolis, Chemnitium                              | Chemnitz                       |
| Cassel                                                    | Kassel                         |
| Castra Regina, Ratisbona                                  | Regensburg                     |
| Castra Vetera                                             | Fürstenberg                    |
| Castrum Novaesium, Novensium                              | Neuss                          |
| Chilonium, Kilia, Kilonia                                 | Kiel                           |
| Cignavia, Cignea, Cygnea                                  | Zwickau                        |
| Clivia                                                    | Kleve                          |
| Colonia Agrippina, Agrippina Romanorum, Agrippina Ubiorum | Köln                           |
| Colonia Claudia Ara Agrippinensium                        | Köln                           |
| Colonia Ulpia Traiana                                     | Xanten mellett                 |
| Confluentes, Castellum apud Confluentes                   | Koblenz                        |
| Contionacum                                               | Konz                           |
| Cosla                                                     | Kusel                          |
| Cruciniacum                                               | Bad Kreuznach                  |
| Culminaha, Culembacensis marchionatus                     | Kulmbach                       |
| Curia Variscorum                                          | Hof an der Saale               |
| Dessavia                                                  | Dessau                         |
| Dresda                                                    | Drezda                         |
| Duisburgum, Dispargum, Hespargum, Dystporum               | Duisburg                       |
| Duisburgum ad Rhenum, Teutoburgum, Tuiscoburgum           | Duisburg                       |
| Duodonis Villare (Spätlatein), Duodonis Villae            | Dudweiler                      |
| Emda, Emetha, Amuthon                                     | Emden                          |
| Emmendinga, Marchionatus Hochbergici metropolis           | Emmendingen                    |
| Erfordia, Erphesfurt, Bicurgicorum Metropoli              | Erfurt                         |
| Esilinga, Ezelinga                                        | Esslingen am Neckar            |
| Eystettensis                                              | Eichstätt                      |
| Foetes                                                    | Füssen                         |
| Francofortum ad Moenum, Helenopolis, Vada Francica        | Frankfurt am Main              |
| Francofortum ad Oderam, Francofortum ad Viadrum           | Frankfurt am Oder              |
| Francofortum Marchionum                                   | Frankfurt am Oder              |
| Frekena                                                   | Frechen                        |
| Friburgum Brisgoviae                                      | Freiburg im Breisgau           |
| Frisinga, Frisingia, Frixinia                             | Freising                       |
| Gerapolis                                                 | Gera                           |
| Giessenia                                                 | Geißen                         |
| Gorlicium, Gorlitium, Gorliticum                          | Görlitz                        |
| Goslaria                                                  | Goslar                         |
| Gotaha                                                    | Goyha                          |
| Grinario                                                  | Köngen                         |
| Gryphisvaldia                                             | Greifswald                     |
| Guelferbytum, Guelferbyta                                 | Wolfenbüttel                   |
| Guntia                                                    | Günzburg                       |
| Gutingi, Goettinga                                        | Göttingen                      |
| Hagiopolis, Thermae Hagiopoli, Heiligenstadium            | Heilbad Heiligenstadt          |
| Hala ad Salam, Hala Magdeburgica, Hala Salica             | Halle an der Saale             |
| Hala Hermundurorum, Hala Venedorum                        | Halle an der Saale             |
| Halae Saxonum, Hallensis urbs, Salinae Saxonicae          | Halle an der Saale             |
| Hale Suevice                                              | Schwäbisch Hall                |
| Hammona                                                   | Hamm                           |
| Hammonia, Hammipolis, Hamburgum                           | Hamburg                        |
| Hannapha                                                  | Hennef                         |
| Hannovera, Hannoveria                                     | Hannover                       |
| Haranni                                                   | Herne                          |
| Hemipolis, Halverstadium, Halberstadium                   | Halberstadt                    |
| Herbipolis, Herbipolensis                                 | Würzburg                       |
| Hildanus                                                  | Hilden                         |
| Hysnacum, Ysnacum                                         | Eisenach                       |
| Icorigium                                                 | Jünkerath                      |
| Iena, Gena, Jenae, Ihena, Athenae ad Salam                | Jena                           |
| Ileburgum, Eilenburgum                                    | Eilenburg                      |
| Islebia                                                   | Eisleben                       |
| Iuliacum                                                  | Jülich                         |
| Lauriacum                                                 | Lorch                          |
| Lindaugia, Lindavia                                       | Lindau                         |
| Lipsia                                                    | Lipcse                         |
| Locoritum                                                 | Lohr                           |
| Lopodunum                                                 | Ladenburg                      |
| Lubica, Lubacovia, Lybichi, Angulus Laudis                | Lübeck                         |
| Lucum Caput                                               | Karlsruhe                      |
| Lutra, Villa Luthra                                       | Kaiserslautern                 |
| Marcomagus                                                | Nettersheim                    |
| Megina                                                    | Mayen                          |
| Misnia, Misnensis Marchia                                 | Meißen                         |
| Moguncia, Moguntia, Moguntiacum                           | Mainz                          |
| Monachium, Monacum                                        | München                        |
| Monasterium in Eifel                                      | Bad Münstereifel               |
| Monasterium Westphaliae                                   | Münster                        |
| Mons Tabor, Castellum Humbacense                          | Montabaur                      |
| Mulhusa Thuringorum                                       | Mühlhausen (Türingia)          |
| Nemetis, Noviomagus Nemetum, Augusta Nemetum              | Speyer                         |
| Nemodona, Spira, Spiratia, Sphira, Spyrea                 | Speyer                         |
| Norimberga, Neroberga, Nuremberga                         | Nürnberg                       |
| Northusia                                                 | Nordhausen                     |
| Noviomagus                                                | Neumagen                       |
| Noviomagus Trevirorum, Augusta Trevirorum, Treviris       | Neumagen-Dhron                 |
| Novoferensis                                              | Neumarkt in der Oberpfalz      |
| Novum Monasterium                                         | Neumünster                     |
| Nuenburgium, Naumburgium                                  | Naumburg (Saale)               |
| Osatium, Osatia                                           | Oschatz                        |
| Ottinga                                                   | Altötting                      |
| Padiborna                                                 | Paderborn                      |
| Parthanum, Patrodunum, Parthmum                           | Partenkirchen                  |
| Phorca, Porta Hercyniae                                   | Pforzheim                      |
| Plavia Variscorum                                         | Plauen                         |
| Pons Aeni                                                 | Rosenheim                      |
| Porta Westfalica                                          | Hausberge                      |
| Redschin magnum                                           | Großräschen                    |
| Rigomagus                                                 | Remagen                        |
| Rostochium, Rhodopolis                                    | Rostock                        |
| Rudolphopolis, Rudolstadium                               | Rudolfdtadt                    |
| Salfelda Thuringorum, Salfeldium, Salveldia               | Saalfeld                       |
| Sarabrucca, Saravipontium                                 | Saarbrücken                    |
| Scufines Villare                                          | Schiffweiler                   |
| Selenopolis                                               | Lüneberg                       |
| Sephteme, Ad Septimam Leugam                              | Sechtem                        |
| Stutgardia, Stuogardia                                    | Stuttgart                      |
| Suerinum                                                  | Schwerin                       |
| Sumelocenna                                               | Rottenburg am Neckar           |
| Taberna Nemetionum                                        | Rheinzabern                    |
| Teudurum                                                  | Tüddern                        |
| Tremonia                                                  | Dortmund                       |
| Treveri, Augusta Treverorum                               | Trier                          |
| Tubinga                                                   | Tübingen                       |
| Tulpiacum, Tolbiacum                                      | Zülpich                        |
| Tychopolis                                                | Glückstadt                     |
| Ulma                                                      | Ulm                            |
| Ulyssea                                                   | Uelzen                         |
| Uncus                                                     | Unkel                          |
| Vallis Bertae                                             | Valbert                        |
| Veldtuna                                                  | Velden (Pegnitz)               |
| Villa Duria                                               | Düren                          |
| Vimaria                                                   | Weimar                         |
| Virginum civitas, Parthenopolis, Magdeburgum              | Magdeburg                      |
| Vitebergia                                                | Wittenberg                     |
| Wetzlaria, Witflaria                                      | Wetzlar                        |
| Wismaria                                                  | Wismar                         |

## Norvégia
| Középkori latin név | Mai hivatalos név |
| ------------------- | ----------------- |
| Asloa, Osloensis    | Oslo              |
| Bergensis           | Bergen            |
| Hamarensis          | Hamar             |
| Nidaros             | Trondheim         |

## Olaszország
Italia
| Ókori latin név                            | Mai hivatalos név                    |
| ------------------------------------------ | ------------------------------------ |
| Abellinum                                  | Avellino                             |
| Acelum                                     | Asolo                                |
| Acrae                                      | Palazzolo Acreide                    |
| Ad Aesim                                   | Santa Maria in Pantaro               |
| Aenaria, Pithecusae                        | Ischia                               |
| Aesis                                      | Jesi                                 |
| Agirium                                    | Agira                                |
| Agrigentum                                 | Agrigento                            |
| Alba Pompeia                               | Alba                                 |
| Albingaunum                                | Albenga                              |
| Albintimilium, Album Intemelium            | Ventimiglia                          |
| Altinum                                    | Altino                               |
| Ameria                                     | Amelia                               |
| Ammurianum                                 | Murano                               |
| Apua                                       | Pontremoli                           |
| Apuania                                    | Massa-Carrara megye                  |
| Aquae Labodes                              | Sciacca                              |
| Aquae Statiellae                           | Acqui Terme                          |
| Aquileia                                   | Aquileia                             |
| Aquilia in Vestinis                        | L’Aquila                             |
| Arconisium                                 | Racconigi                            |
| Ardea                                      | Ardea                                |
| Arebrigium                                 | Arvier                               |
| Ariminum, Ariminium                        | Rimini                               |
| Ariolica                                   | La Thuile                            |
| Arretium                                   | Arezzo                               |
| Asculum Picenum                            | Ascoli Piceno                        |
| Assisium                                   | Assisi                               |
| Aternum                                    | Pescara                              |
| Ateste                                     | Este                                 |
| Augusta                                    | Augusta                              |
| Augusta Bagiennorum                        | Bene Vagienna                        |
| Augusta Perusia                            | Perugia                              |
| Augusta Praetoria Salassorum               | Aosta                                |
| Augusta Taurinorum                         | Torino                               |
| Balsan, Bulsan, Bosanum, Bauzanum          | Bolzano (Bozen)                      |
| Baretium                                   | Varese                               |
| Barium                                     | Bari                                 |
| Baruli                                     | Barletta                             |
| Bellunum                                   | Belluno                              |
| Beneventum                                 | Benevento                            |
| Bergomum                                   | Bergamo                              |
| Bobium, Ebovium                            | Bobbio                               |
| Bononia                                    | Bologna                              |
| Boreana                                    | Burano                               |
| Brindisium, Brundisium                     | Brindisi                             |
| Brixellum                                  | Brescello                            |
| Brixia, Brixina                            | Brescia                              |
| Brixina                                    | Bressanone                           |
| Caesao                                     | Cesana Torinese                      |
| Caesena                                    | Cesena                               |
| Caieta                                     | Gaeta                                |
| Canusium                                   | Canosa di Puglia                     |
| Capreae                                    | Capri                                |
| Capua                                      | Capua                                |
| Capua                                      | Santa Maria Capua Vetere             |
| Caralis                                    | Cagliari                             |
| Carreum Potentia                           | Chieri                               |
| Castra Nicia                               | Caltanissetta                        |
| Castrum Sepulcri, Sepulcri Burgum, Seporca | Seborga                              |
| Catina, Catana                             | Catania                              |
| Centum Cellae                              | Civitavecchia                        |
| Centuripa                                  | Centuripe                            |
| Cephaledum                                 | Cefalù                               |
| Civitas Sancti Romuli                      | San Remo (Sanremo)                   |
| Civitas Vaticana                           | Vatikán (Vaticano)                   |
| Claterna                                   | Ozzano dell’Emilia                   |
| Clavenna                                   | Chiavenna                            |
| Clusium                                    | Chiusi                               |
| Comum                                      | Como                                 |
| Cremona                                    | Cremona                              |
| Creto                                      | Cretone                              |
| Cuttiae                                    | Cozzo                                |
| Dertona                                    | Tortona                              |
| Drepanum (Palermo mellett)                 | Trapani                              |
| Enna, Henna, Haenna                        | Enna                                 |
| Eporedia                                   | Ivrea                                |
| Fabiranum, Fabrianum                       | Fabriano                             |
| Faesulae                                   | Fiesole                              |
| Fanum Fortunae                             | Fano                                 |
| Faventia                                   | Faenza                               |
| Feltria                                    | Feltre                               |
| Fidentia                                   | Fidenza                              |
| Firmum Picenum                             | Fermo                                |
| Florentia                                  | Fiorenzuola d’Arda                   |
| Florentia Tuscorum                         | Firenze                              |
| Forum Cornelii                             | Imola                                |
| Forum Flaminii                             | San Giovanni Profiamma               |
| Forum Fulvii (Alessandria mellett)         | Villa del Foro                       |
| Forum Iulii                                | Cividale del Friuli                  |
| Forum Livii, Forlivium                     | Forlì                                |
| Forum Popilii, Poppium                     | Forlimpopoli                         |
| Forum Semproni                             | Fossombrone                          |
| Forum Vibii Caburrum                       | Cavour                               |
| Fossa Clodia                               | Chioggia                             |
| Frùsina                                    | Frosinone                            |
| Fulginiae, Fulginium                       | Foligno                              |
| Genua                                      | Genova                               |
| Halaesa Arconidea                          | Tusa                                 |
| Hasta, Hasta Pompeia                       | Asti                                 |
| Herculaneum                                | Ercolano                             |
| Hipponium                                  | Vibo Valentia                        |
| Hispellum                                  | Spello                               |
| Hostilia                                   | Ostiglia                             |
| Iguvium, Eugubium                          | Gubbio                               |
| Industria                                  | Monteu da Po                         |
| Interamna Nahars, Interamna Nahartium      | Terni                                |
| Interamnia Praetutiana, Interamnium        | Teramo                               |
| Intimelia                                  | Ventimiglia                          |
| Iria, Vigueria, Viguerium                  | Voghera                              |
| Iulia Colonia                              | Spello                               |
| Iulia Concordia                            | Concordia Sagittaria                 |
| Labellum                                   | Lavello                              |
| Lacus Benacus                              | Garda-tó                             |
| Lacus Verbanus                             | Lago Maggiore                        |
| Laumellum                                  | Lomello                              |
| Laus Pompeia                               | Lodi                                 |
| Libarna                                    | Serravalle Scrivia                   |
| Lilybaeum                                  | Marsala                              |
| Luca                                       | Lucca                                |
| Luna                                       | Luni                                 |
| Lupiae                                     | Lecce                                |
| Mantua                                     | Mantova                              |
| Mateola                                    | Matera                               |
| Mediolanum                                 | Milánó                               |
| Merona, Merania, Meranum                   | Merano                               |
| Messana                                    | Messina                              |
| Mevania                                    | Bevagna                              |
| Modicia                                    | Monza                                |
| Mutina, Mutinai                            | Modena                               |
| Narnia                                     | Narni                                |
| Neapolis                                   | Nápoly                               |
| Nola                                       | Nola                                 |
| Novaria                                    | Novara                               |
| Nuceria                                    | Nocera Umbra                         |
| Nursia                                     | Norcia                               |
| Ocelum                                     | Usseglio                             |
| Ocriculum                                  | Otricoli                             |
| Olmedum                                    | Olmedo                               |
| Opitergium                                 | Oderzo                               |
| Panormus, Balerne Castrum                  | Palermo                              |
| Parma                                      | Parma                                |
| Patavium                                   | Padova                               |
| Pisae                                      | Pisa                                 |
| Pisaurum                                   | Pesaro                               |
| Pistoria, Pistorium                        | Pistoia                              |
| Placentia                                  | Piacenza                             |
| Pollentia                                  | Pollenzo                             |
| Pons Drusi                                 | Bolzano (Bozen)                      |
| Pons Milvius                               | Ponte Milvio                         |
| Portus Naonis                              | Pordenone                            |
| Potentia                                   | Potenza                              |
| Praeneste                                  | Palestrina                           |
| Puteoli                                    | Pozzuoli                             |
| Ravenna                                    | Ravenna                              |
| Reate                                      | Rieti                                |
| Rhegium, Regium Lepidi                     | Reggio Calabria                      |
| Rodigium, Rhodigium                        | Rovigo                               |
| Roma                                       | Róma                                 |
| Saena Iulia, Sena                          | Siena                                |
| Savo                                       | Savona                               |
| Scingomagus                                | Exilles                              |
| Scylacium, Minervium, Colonia Minervia     | Squillace                            |
| Sebatum                                    | San Lorenzo di Sebato                |
| Segesta                                    | Segesta                              |
| Segusium                                   | Susa                                 |
| Sipontum                                   | Manfredonia                          |
| Soluntum                                   | Solunto                              |
| Splendidissima Colonia Julia Hispellum     | Spello                               |
| Spoletium                                  | Spoleto                              |
| Stabiae                                    | Castellammare di Stabia              |
| Suasa                                      | Castelleone di Suasa                 |
| Surrentum                                  | Sorrento                             |
| Syracusae                                  | Siracusa                             |
| Tanetum                                    | Taneto                               |
| Tarentum                                   | Taranto                              |
| Tarvisium                                  | Treviso                              |
| Taurinum, Taurasia                         | Torino                               |
| Tauromenium                                | Taormina                             |
| Teate                                      | Chieti                               |
| Tergeste, Tergestum                        | Trieszt                              |
| Terracina                                  | Terracina                            |
| Thermae Himerensis                         | Termini Imerese                      |
| Tibur                                      | Tivoli                               |
| Ticinum                                    | Pavia                                |
| Tifernum Tiberinum                         | Città di Castello                    |
| Tindarys                                   | Tindari                              |
| Tridentum                                  | Trento                               |
| Tuder                                      | Todi                                 |
| Tusculum                                   | Frascati mellett                     |
| Urbinum Hortense                           | Cannara része                        |
| Urbinum Mataurense                         | Urbino                               |
| Utinum, Vedinum                            | Udine                                |
| Utricium                                   | Verrès                               |
| Vada Sabatia                               | Vado Ligure                          |
| Vardacate, Vardagate                       | Casale Monferrato                    |
| Veleia, Velleia                            | Velleia Lugagnano Val d’Arda mellett |
| Velitrae                                   | Velletri                             |
| Venetiae                                   | Velence                              |
| Venusia                                    | Venosa                               |
| Vercellae                                  | Vercelli                             |
| Verona                                     | Verona                               |
| Vicentia                                   | Vicenza                              |
| Victimula                                  | Lago di Viverone közelében           |
| Vigiliae                                   | Bisceglie                            |
| Viglebanum, Vigebanum                      | Vigevano                             |
| Vipitenum                                  | Vipiteno                             |
| Volaterrae                                 | Volterra                             |
| Volsinium, Volsinii Novi                   | Bolsena                              |

## Portugália
Lusitania
| Ókori latin név                                | Mai hivatalos név                    |
| ---------------------------------------------- | ------------------------------------ |
| Aeminium, Conimbricae                          | Coimbra                              |
| Aquae Flaviae                                  | Chaves                               |
| Arabriga                                       | Alenquer                             |
| Arandis                                        | Garvão                               |
| Aretium                                        | Alvega                               |
| Aviarium                                       | Aveiro                               |
| Baesuris, Esuri                                | Castro Marim                         |
| Balsa                                          | Tavira (nyugati rész)                |
| Bevipo, Salacia                                | Alcácer do Sal                       |
| Bracara Augusta                                | Braga                                |
| Brigantia                                      | Bragança                             |
| Caeciliana                                     | Caetobriga és Malateca közötti villa |
| Caetobriga                                     | Troia (Setúbal mellett)              |
| Calipolis                                      | Vila Viçosa                          |
| Castra Leuca                                   | Castelo Branco                       |
| Centum Cellae, Centum Celas                    | Colmeal da Torre                     |
| Cilpes                                         | Silves                               |
| Civitas Aravorum                               | Castelo de Marialva                  |
| Collipo                                        | Leiria                               |
| Conimbriga                                     | Condeixa-a-Velha                     |
| Dipo                                           | Elvas                                |
| Ebora, Ebora Cerealis, Liberalitas Julia       | Évora                                |
| Eburobritium, Eburobrittium                    | Óbidos                               |
| Egiptania                                      | Idanha-a-Velha                       |
| Equabona                                       | Coina                                |
| Fatima                                         | Fátima                               |
| Ipses                                          | Alvor                                |
| Laccobriga                                     | Lagos                                |
| Lamecum                                        | Lamego                               |
| Lancobriga                                     | Fiães                                |
| Lorica                                         | Loriga                               |
| Metallum Vipascense                            | Mina de Aljustrel                    |
| Mirobriga Celticorum                           | Santiago do Cacém                    |
| Mondobriga                                     | Alter do Chão                        |
| Moron                                          | Santarém mellett                     |
| Myrtilis                                       | Mértola                              |
| Nabantia, Selleum, Sellium                     | Tomar                                |
| Olyssipolis, Olisipo Felicitas Iulia, Lisbonum | Lisszabon                            |
| Ossonoba                                       | Faro                                 |
| Pax Iulia, Pax Augusta, Colonia Pacensis       | Beja                                 |
| Portus Alacer                                  | Portalegre                           |
| Portus Cale                                    | Porto                                |
| Portus Hannibalis                              | Portimão                             |
| Sacabis                                        | Sacavém                              |
| Scalabis                                       | Santarém                             |
| Sinus                                          | Sines                                |
| Sirpe                                          | Serpa                                |
| Talabara                                       | Alpedrinha                           |
| Talabriga                                      | Baixo Vouga                          |
| Tritium                                        | Covilhã                              |
| Tubucci Aurantes                               | Abrantes                             |
| Veniatia                                       | Vinhais                              |
| Villa Cardilio                                 | Torres Novas                         |
| Villa Euracini                                 | Póvoa de Varzim                      |
| Vimaranis, Guimaranis                          | Guimarães                            |
| Vipasca                                        | Aljustrel                            |
| Vissaium                                       | Viseu                                |

## Románia
Dacia, Erdély (Transsilvania), Dobrudzsa (Scythia Minor)
| Középkori/újkori latin név          | Mai neve (magyar neve) (megye)                      |
| ----------------------------------- | --------------------------------------------------- |
| Abruttus, Alburnus Maior            | Abrudbánya (Abrud)                                  |
| Ad Aquas                            | Pusztakalán (Călan)                                 |
| Ad Mediam                           | Herkulesfürdő (Băile Herculane)                     |
| Ad Mediam                           | Mehádia                                             |
| Ad Pannonios                        | Teregova                                            |
| Ad Stoma                            | Sarichioi Enisala                                   |
| Aegyssus                            | Tulcsa                                              |
| Agropolis, Areopolis                | Marosvásárhely (Târgu Mureş)                        |
| Albunrnus Maior                     | Verespatak (Roşia Montană)                          |
| Altina                              | Oltina                                              |
| Ampelum, Auraria Minor              | Zalatna (Zlatna)                                    |
| Angustia                            | Bereck (Breţcu)                                     |
| Apullum, Alba Carolinae             | Gyulafehérvár (Alba Iulia)                          |
| Arcidava                            | Varadia (Vărădia)                                   |
| Areopolis, Udvarhelyium             | Székelyudvarhely (Odorheiu Secuiesc)                |
| Argamum                             | Jurilovcától keletre                                |
| Armenopolis                         | Szamosújvár (Gherla)                                |
| Arrubium                            | Măcin                                               |
| Arutela                             | Călimănesti                                         |
| Axiopolis                           | Cernavodă                                           |
| Beroe                               | Ostrov (Ostrov, Tulcea)                             |
| Bersobis                            | Zsidovin (Berzovia)                                 |
| Binstum                             | Alvinc (Vințu de Jos)                               |
| Bucaresta, Bucarestum               | Bukarest                                            |
| Buteridava                          | ismeretlen, Észak-Dobrudzsában                      |
| Bystricia                           | Beszterce (Bistriţa)                                |
| Calatis, Callatis                   | Mangalia                                            |
| Capidava                            | Topalu (Topalu, Constanța)                          |
| Caput Stenorum                      | Bojca (Boiţa)                                       |
| Carsium                             | Hârșova                                             |
| Castrum Sex                         | Segesvár (Sighișoara)                               |
| Centum Putea                        | Nagyszurduk (Surducu Mare, Caraș-Severin)           |
| Certia, Certinae                    | Romlott (Romita, Sălaj)                             |
| Cibinum                             | Nagyszeben (Sibiu)                                  |
| Cius                                | Gârliciu (Gârliciu, Constanța)                      |
| Civitas Tropaensium                 | Adamclisi (Adamclisi, Constanța)                    |
| Colonia Ulpia Traiana Sarmizegetusa | Ulpia Traiana Sarmizegetusa Várhely szélén          |
| Corona, Brassovia                   | Brassó (Braşov)                                     |
| Cumidava                            | Barcarozsnyó (Rîşnov)                               |
| Dierna                              | Orsova (Orşova)                                     |
| Dinogetia                           | Jijila (Jijila, Tulcea) Garvăn, Tulcea              |
| Drobeta                             | Szörényvár (Turnu Severin)                          |
| Dyonisiopolis                       | Dés (Dej)                                           |
| Egidiopolis, Brucla                 | Nagyenyed (Aiud)                                    |
| Forum Pilistinorum                  | Jászvásár (Iași)                                    |
| Galatiensis                         | Galați (Galați)                                     |
| Genucia                             | Tulcsa környékén, ismeretlen                        |
| Germisara, Thermae Dodonae          | Algyógy (Geoagiu)                                   |
| Halmyris                            | Murighiol (Murighiol, Tulcea)                       |
| Heracleea                           | Enisala / Sarichioi                                 |
| Histria                             | Istria (Istria (Constanța)                          |
| Hunnopolis, Hunyadopolis            | Vajdahunyad (Hunedoara)                             |
| Iassium, Forum Jazigorum            | Jászvásár (Iași)                                    |
| Ibida, Libida                       | Slava Cercheză (Slava Cercheză,Tulcea) (Slava Rusă) |
| Largiana                            | Zutor (Sutoru, Sălaj)                               |
| Media                               | Medgyes (Mediaş)                                    |
| Micia                               | Vecel (Veţel)                                       |
| Mons Medius                         | Felsőbánya (Baia Sprie)                             |
| Mousaios                            | Bodzavásár (Buzău)                                  |
| Napoca, Claudiopolis                | Kolozsvár (Cluj-Napoca)                             |
| Neoforum Siculorum                  | Kézdivásárhely (Târgu Secuiesc)                     |
| Nosa                                | Naszód (Năsăud)                                     |
| Noviodunum                          | Isaccea (Isaccea)                                   |
| Novum Forum Siculorum               | Marosvásárhely (Târgu Mureş)                        |
| Orodinum, Aradinum                  | Arad                                                |
| Pelendava                           | Craiova                                             |
| Piroboridava                        | Karácsonkő (Piatra Neamț)                           |
| Porolissum                          | Mojgrád (Moigrad-Porolissum, Sălaj)                 |
| Porolissum                          | Zilah (Zalău)                                       |
| Potaissa                            | Torda (Turda)                                       |
| Praetorium                          | Copăceni (Copăceni (Racovița), Vâlcea)              |
| Regna                               | Szászrégen (Reghin)                                 |
| Resculum                            | Sebesvár (Bologa)                                   |
| Rivulus Dominarum, Rivuli Puellarum | Nagybánya (Baia Mare)                               |
| Romula-Malva                        | Reșca (Reșca, Olt) Dobrosloveni (Dobrosloveni, Olt) |
| Rupes                               | Kőhalom (Rupea)                                     |
| Rusidava                            | Drăgășani (Drăgășani)                               |
| Salinae                             | Marosújvár (Ocna Mureș)                             |
| Salisburgum                         | Vízakna (Ocna Sibiului)                             |
| Salsovia                            | Mahmudia (Comuna Mahmudia, Tulcea)                  |
| Samum                               | Alsókosály (Caseiu)                                 |
| Sanctus Georgius, Georgiopolis      | Sepsiszentgyörgy (Sfântu Gheorghe)                  |
| Sargetia                            | Déva (Deva)                                         |
| Satmarinum                          | Szatmárnémeti (Satu Mare)                           |
| Saxopolis                           | Szászváros (Orăştie)                                |
| Sicolsburgum                        | Csíkszereda (Miercurea Ciuc)                        |
| Stratonis                           | Tuzla (Tuzla, Constanța)                            |
| Sucidava                            | Corabia (Corabia) (Izvoarele (Olt megye)            |
| Talamonium                          | Nufăru                                              |
| Tapae                               | Vaskapu-szoros (Porţile de Fier)                    |
| Tibiscum                            | Zsuppa (Jupa, Caraș-Severin)                        |
| Timisvaraia, Temesiensis            | Temesvár (Timișoara)                                |
| Tomis, Tomis Constantiana           | Konstanca (Constanţa)                               |
| Troesmis                            | Hârșova (Hârșova)                                   |
| Troesmis                            | Turcoaia (Turcoaia, Tulcea)                         |
| Ulmetum                             | Pantelimon (Constanța)                              |
| Varadinum, Magnowaradinum           | Nagyvárad (Oradea)                                  |

## Spanyolország
Hispania
| Középkori/újkori latin név                    | Mai hivatalos név                      |
| --------------------------------------------- | -------------------------------------- |
| Abdera                                        | Adra                                   |
| Abila, Obila                                  | Ávila                                  |
| Acci                                          | Guadix                                 |
| Acinipo                                       | Ronda la Vieja (Rondától kb. 20 km-re) |
| Aldealafuente                                 | Aldealafuente                          |
| Allabo                                        | Alagón                                 |
| Almazan                                       | Almazán                                |
| Arancon                                       | Arancón                                |
| Arunda                                        | Ronda                                  |
| Astigis, Augusta Firma                        | Écija                                  |
| Asturica Augusta                              | Astorga                                |
| Augusta Emerita                               | Mérida                                 |
| Baelo Claudia                                 | Playa de Bolonia                       |
| Baetulo                                       | Badalona                               |
| Barcino, Barchinona, Barcinona                | Barcelona                              |
| Baria                                         | Villaricos                             |
| Beligio                                       | Belchite / Azuara                      |
| Bilbilis                                      | Calatayud                              |
| Bursao                                        | Borja                                  |
| Caesar Augusta, Caesaraugusta                 | Zaragoza                               |
| Calagurris                                    | Calahorra                              |
| Calpe                                         | Gibraltár (brit tengerentúli terület)  |
| Calpea                                        | Calpe                                  |
| Carthago Nova                                 | Cartagena                              |
| Colonia Victrix Iulia Lepida / C. V. I. Celsa | Gelsa / Velilla de Ebro                |
| Complutum                                     | Alcalá de Henares                      |
| Compostella                                   | Santiago de Compostela                 |
| Contrebia Belaisca                            | Botorrita                              |
| Corduba                                       | Córdoba                                |
| Dertusa                                       | Tortosa                                |
| Ebusus                                        | Ibiza                                  |
| Egara                                         | Terrassa                               |
| Flaviobriga                                   | Castro Urdiales                        |
| Flavium Brigantium                            | Betanzos                               |
| Gades                                         | Cádiz                                  |
| Gerunda                                       | Girona                                 |
| Hispalis, Sibilia                             | Sevilla                                |
| Iacca                                         | Jaca                                   |
| Ilerda                                        | Lleida                                 |
| Illiberis, Granatae                           | Granada                                |
| Illici                                        | Elche                                  |
| Iluro                                         | Mataró                                 |
| Iria Flavia                                   | Iria Flavia (Padrón)                   |
| Iuncaria                                      | La Jonquera                            |
| Labitolosa                                    | La Puebla de Castro                    |
| Legio VII Gemina                              | Léon                                   |
| Lucentum                                      | Alicante                               |
| Lucus Augusti                                 | Lugo                                   |
| Malaca                                        | Málaga                                 |
| Matrix, Mantua, Martriti, Madritum            | Madrid                                 |
| Minorisa                                      | Manresa                                |
| Numantia                                      | Soria                                  |
| Oiasso                                        | Oiartzun                               |
| Onuba                                         | Huelva                                 |
| Pampalona, Pampelona                          | Pamplona                               |
| Salmanticae                                   | Salamanca                              |
| Segeda                                        | Belmonte de Gracián, Mara              |
| Segovia                                       | Segovia                                |
| Tarraco                                       | Tarragona                              |
| Toletum                                       | Toledo                                 |
| Tude, Tyde                                    | Tui                                    |
| Turiaso                                       | Tarazona                               |
| Urci                                          | Almería                                |
| Ursaona                                       | Osuna                                  |
| Valdoletum, Pincia, Pintia, Vallisoletum      | Valladolid                             |
| Valentia                                      | Valencia                               |

## Svájc
Helvetia
| Középkori/újkori latin név               | Mai hivatalos név     |
| ---------------------------------------- | --------------------- |
| Ad Fines                                 | Pfyn                  |
| Ad Renum                                 | Rheineck              |
| Agaunum, Acaunum                         | St. Moritz            |
| Aquae Helveticae                         | Baden                 |
| Arbor Felix                              | Arbon                 |
| Augusta Raurica, Augusta Rauracorum      | Augst, Kaiseraugst    |
| Athenae Helveticorum, Athenae Rauracorum | Bázel                 |
| Augusta Basiliensis, Augusta Munatiana   | Bázel                 |
| Aventicum, Aventico                      | Avenches              |
| Basileae, Basilia                        | Bázel                 |
| Baudria                                  | Boudry                |
| Beneducium                               | Bonaduz               |
| Berna                                    | Bern                  |
| Bernhardi Cella                          | Bernhardzell          |
| Berona, Peronis Monasterium              | Beromünster           |
| Bona Aula                                | Aubonne               |
| Bremveartum, Bremogartum                 | Bremgarten            |
| Brienzola                                | Brienz                |
| Britona                                  | Brütten               |
| Brunntrudum, Bruntraut                   | Pruntrut              |
| Curia, Curia Rhaetorum                   | Chur (Graubünden)     |
| Desertina                                | Disentis              |
| Dunum                                    | Thun                  |
| Eburodunum                               | Yverdon-les-Bains     |
| Esquinia                                 | Écône                 |
| Ezelinga, Esselinga                      | Esseling              |
| Fanum Sancti Galli, Sanctogallum         | Sankt Gallen          |
| Friburgum Nuithonum                      | Freiburg im Üechtland |
| Genava, Gebenna, Aurelia Allobrogum      | Genf                  |
| Lacus Ceresius                           | Luganói-tó            |
| Lacus Lemanus                            | Genfi-tó              |
| Liela                                    | Lieli                 |
| Lousonna                                 | Lausanne              |
| Magia                                    | Maienfeld             |
| Mellinga                                 | Mellingen             |
| Morgiis                                  | Morges                |
| Noviodunum, Colonia Iulia Equestris      | Nyon                  |
| Octodurum                                | Martigny              |
| Petinesca, Petenisca                     | Studen, Biel          |
| Ponczirrum                               | Baltschieder          |
| Probatopolis, Sebasthusia                | Schaffhausen          |
| Seduni                                   | Sion                  |
| Solodurum, Salodurum                     | Solothurn             |
| Suitia                                   | Schwyz                |
| Tasgetium                                | Stein am Rhein        |
| Tenedo                                   | Bad Zurzach           |
| Tugium                                   | Zug                   |
| Turicum, Tigurum, Turegum                | Zürich                |
| Urba                                     | Orbe                  |
| Valtellina                               | Veltlin               |
| Vibiscum, Viviscus                       | Vevey                 |
| Vindonissa                               | Windisch              |
| Vitudurum                                | Winterthur            |

## Svédország
újlatin Suecia
| Középkori/újkori latin név | Mai hivatalos név |
| -------------------------- | ----------------- |
| Amalia                     | Åmål              |
| Arosia                     | Västerås          |
| Boerosia                   | Borås             |
| Calmaria                   | Kalmar            |
| Caroli Corona              | Karlskrona        |
| Carolina Vetus             | Gamla Karleby     |
| Christiania                | Kristianstad      |
| Christinae portus          | Kristinehamn      |
| Cimbrorum portus           | Simrishamn        |
| Clara Vallis               | Ljusdal           |
| Copinga                    | Köping            |
| Coronia                    | Landskrona        |
| Dalecarlius                | Dalälven          |
| Delisboa                   | Delsbo            |
| Eckesioea, Ecksium         | Eksjö             |
| Elsinburgum, Elsenberga    | Helsingborg       |
| Encopia                    | Enköping          |
| Falcopia                   | Falköping         |
| Gevalia                    | Gävle             |
| Gothia                     | Göteborg          |
| Halmostadium               | Halmstad          |
| Hiovia                     | Hjo               |
| Holmia, Stockholmia        | Stockholm         |
| Hudvicovaldum              | Hudiksvall        |
| Iuncopia                   | Jönköping         |
| Lagaholmia                 | Laholm            |
| Lidcopia                   | Lidköping         |
| Lincopia                   | Linköping         |
| Lindesberga, Linda         | Lindesberg        |
| Londinium Gothorum         | Lund              |
| Londini Scanorum, Lunda    | Lund              |
| Lula                       | Luleå             |
| Malmogia                   | Malmö             |
| Medicorum Villa            | Medevibrunn       |
| Nicopia                    | Nyköping          |
| Norcopia                   | Norrköping        |
| Orebrogia                  | Örebro            |
| Oresundae                  | Öresund           |
| Pax Mariae                 | Mariefred         |
| Pitovia                    | Piteå             |
| Schedina                   | Skövde            |
| Stenbrovium                | Stenbro           |
| Strengnesium               | Strängnäs         |
| Sudercopia                 | Söderköping       |
| Telga                      | Tälje             |
| Upsalia                    | Uppsala           |
| Uraniburgum                | Uranienborg       |
| Urbs Mariae                | Mariestad         |
| Vadstenium                 | Vadstena          |
| Vemmaria                   | Vimmerby          |
| Vexionia                   | Växjö             |
| Visbia                     | Visby             |
| Visingsburgum              | Visingsborg       |
| Ystadium, Istadium         | Ystad             |

## Szerbia
Moesia Superior
| Középkori/újkori latin név             | Mai hivatalos név                               |
| -------------------------------------- | ----------------------------------------------- |
| Acumincum, Acunum                      | Zalánkemén (Stari Slankamen)                    |
| Ad Fines                               | Kuršumlija                                      |
| Ad Herculum                            | Žitorađa                                        |
| Ad Nonum                               | Nabrđe                                          |
| Aegeta, Egeta                          | Brza Palanka                                    |
| Altina (Belgrád negyede)               | Surčin                                          |
| Aquis                                  | Prahovo, Negotin                                |
| Bassiana                               | Basijana, Donji Petrovci                        |
| Budalia                                | Szávaszentmárton (Martinci) és Kuzmin között    |
| Burgenae                               | Novi Banovci                                    |
| Cametas                                | Ražanj                                          |
| Caput Bovis (a Vaskapu-nál)            | Novi Sip                                        |
| Castellum Ognagrinum (Újvidék negyede) | Futak (Novi Futog)                              |
| Castellum Onagrinum                    | Begecs (Begeč)                                  |
| Castra Margensia                       | Kulič                                           |
| Castrum Herculis                       | Kurvingrad                                      |
| Castrum Novae                          | Čezava                                          |
| Clevora                                | Mihajlovac (Negotin)                            |
| Confluentes                            | Novi Beograd                                    |
| Cuppae Columbria                       | Balambóc (Golubac)                              |
| Cusum                                  | Pétervárad (Petrovaradin)                       |
| Dardapara                              | Grdelica (Leskovac)                             |
| Dasminium (Praesidium Dasmini)         | Bračin                                          |
| Diana (a Vaskapu-tól 3 km-re)          | Karataš                                         |
| Felix Romuliana                        | Gamzigrad                                       |
| Fossae                                 | Sasinc (Šašinci)                                |
| Gerulatis                              | Miroč (Majdanpek)                               |
| Graium (a Száva partján)               | Szávaszentdemeter (Sremska Mitrovica) közelében |
| Gramrianae, Rampiana                   | Draževac (Aleksinac)                            |
| Gratiana                               | Dobra (Golubac)                                 |
| Hammeum                                | Prokuplje                                       |
| Horreum Margi                          | Ćuprija                                         |
| Idiminum                               | Šimanovci (Vojka)                               |
| Idimum                                 | Medvedja                                        |
| Iovis Pagus                            | Veliki Popovac (Petrovac)                       |
| Iustiniana Prima                       | Caričin Grad                                    |
| Latina                                 | Crnoklište (Pirot) mellett                      |
| Lederata                               | Ram (Veliko Gradište)                           |
| Maluesa                                | - nincs azonosítva                              |
| Margum (a Morava folyó beömlésénél)    | Dubravica                                       |
| Margus                                 | Pozsarevác (Požarevac)                          |
| Maria Theresiapolis                    | Szabadka (Subotica)                             |
| Mediana                                | Niš keteli része                                |
| Milata, Malata Bononia                 | Bánmonostor (Banoštor)                          |
| Municipium                             | Kalište                                         |
| Municipium Celegerorum                 | Ivanjica                                        |
| Mutatio ad Sextum                      | Mali Mokri Lug (Zvezdara) (Belgrád negyede)     |
| Naïssus                                | Niš                                             |
| Neoplanta                              | Újvidék (Novi Sad)                              |
| Oktabon                                | Višnjica (Belgrád elővárosa)                    |
| Pincum, Punicum                        | Veliko Gradište                                 |
| Pincus                                 | Pek folyó                                       |
| Piscenses                              | - nincs azonosítva                              |
| Pontes (Orsovától 15 km-re)            | a Tabula Traiana helye                          |
| Praesidium Pompei                      | Nerica Han (Rutevac)                            |
| Radices                                | Jelašnica (Niš)                                 |
| Remesiana, Aiadava, Aeadaba            | Bela Palanka                                    |
| Ribare                                 | Ribare                                          |
| Rittium, Bittium                       | Szurdok (Surduk)                                |
| Sarmates                               | Gornje Vidovo                                   |
| Singudunum, Taurinus Sinus             | Belgrád                                         |
| Sirmium, Colonia Septimia              | Sremska Mitrovica (Szávaszentdemeter)           |
| Spaneta, Ulmo Spaneta                  | Bačinci                                         |
| Taurunum (Belgrád negyede)             | Zemun (Zimony)                                  |
| Tibiscus, Tibisis                      | Temes folyó                                     |
| Timacum                                | Timok-folyó                                     |
| Timacum Maius                          | Knjaževac                                       |
| Timacum Minus                          | Ravna (Knjaževac)                               |
| Transdierna                            | Tekija (Kladovo)                                |
| Tricornium, Castra Tricornia           | Ritopek (Belgrád elővárosa)                     |
| Turres                                 | Pirot                                           |
| Ulmo                                   | Ostrovica (Niš)                                 |
| Ulpiana Traiana                        | Ljipljan                                        |
| Una                                    | Kraku Krčag                                     |
| Viminacium (volt főváros)              | Kostolac                                        |
| Vinceia, Vinceium, Semendria           | Smederevo (Szendrő)                             |
| Zanes                                  | Kladovo                                         |

## Szlovákia
Germania Libera, újlatin Slovacia
| Középkori/újkori latin név           | Mai hivatalos név                |
| ------------------------------------ | -------------------------------- |
| Anavum                               | Štúrovo (Párkány)                |
| Bartpha                              | Bardejov (Bártfa)                |
| Carpona                              | Krupina (Korpona)                |
| Cassovia                             | Košice (Kassa)                   |
| Celemantia, Villa Esu                | Iža (Izsa)                       |
| Cibinium                             | Sabinov (Kisszeben)              |
| Cismarcium, Forum Caseorum           | Kežmarok (Késmárk)               |
| Comaromium, Comaromensis             | Komarno (Komárom)                |
| Crempnichia, Cremnicium              | Kremnica (Körmöcbánya)           |
| Divinium                             | Devín (Dévény)                   |
| Eperiessinum, Fragopolis             | Prešov (Eperjes)                 |
| Fanum Sancte Mariae                  | Šamorín (Somorja)                |
| Forum Dominarum                      | Bátovce (Bát, Asszonyvására)     |
| Forum Sabathi                        | Spišská Sobota (Szepesszombat)   |
| Gerulata                             | Rusovce (Oroszvár)               |
| Iglovia, Nova Villa                  | Igló (Spišská Nová Ves)          |
| Laugaricio, Trentsinium, Trenchinium | Trencsén (Trenčín)               |
| Leuchovia                            | Lőcse (Levoča)                   |
| Lublovia                             | Ólubló (Stará Ľubovňa)           |
| Lutetia                              | Losonc (Lučenec)                 |
| Neosolium                            | Besztercebánya (Banská Bystrica) |
| Novum Castrum                        | Érsekújvár (Nové Zámky)          |
| Posonium, Wratisslaburgium, Bisonium | Pozsony (Bratislava)             |
| Prividia                             | Prievidza (Privigye)             |
| Quirinus Sanctus                     | Kurimany (Kiskerény)             |
| Schemnicium                          | Banská Štiavnica (Selmecbánya)   |
| Suburbium, Villa Sub Castro          | Spišské Vlachy (Sepesolaszi)     |
| Tyrnavia                             | Trnava (Nagyszombat)             |
| Veterosolium, Vetusolium, Solium     | Zvolen (Zólyom)                  |
| Villa Theutonicalis                  | Poprad (Poprád)                  |

## Szlovénia
| Középkori/újkori latin név     | Mai hivatalos név            |
| ------------------------------ | ---------------------------- |
| Acerbo, Acervo                 | Višnja Gora                  |
| Ad Pirum                       | Hrušica Podkraj              |
| Ad Protorium                   | Pristava (Trebnje mellett)   |
| Ad Publicanos                  | Lukovica                     |
| Ad Vicesinum                   | Veržej                       |
| Aegida, Capris, Caput Histriae | Koper                        |
| Arae Postumiae                 | Postojna                     |
| Atrans, Adrante                | Trojane                      |
| Carnium, Carnioburgum          | Kranj                        |
| Castra                         | Ajdovšcina                   |
| Celeia                         | Celje                        |
| Crucium                        | Groblje (Šentjernej mellett) |
| Emona, Aemona, Labacum         | Ljubljana                    |
| Formio                         | Rižana                       |
| Iuenna                         | Podjuna                      |
| Lithopolis                     | Kamnik                       |
| Longatico, Longaticum          | Logatec                      |
| Marburgum                      | Maribor                      |
| Nauportus                      | Vrhnika                      |
| Neviodunum                     | Drnovo (Krško mellett)       |
| Poetovio, Petavio              | Ptuj                         |
| Pyrrhanum                      | Piran                        |
| Ragando                        | Spodnje Grušovje             |
| Ramista, Remista               | Formin (Zavrč)               |
| Savus                          | Száva                        |

## Törökország
Asia Minor, Rumelia, újlatin Turcia
| Ókori latin név                                            | Mai hivatalos név           |
| ---------------------------------------------------------- | --------------------------- |
| Adrianopolis, Adrianople                                   | Edirne                      |
| Alexandretta, Alexandria Ad Issum                          | Iskenderun                  |
| Amastris                                                   | Amasya                      |
| Amida                                                      | Diyarbakır                  |
| Ancyra                                                     | Ankara                      |
| Antiochia                                                  | Antakya                     |
| Antiochia Mygdonia                                         | Nusabyn (Mardin)            |
| Apameia Kibotos                                            | Dinar                       |
| Aphrodisias                                                | Geyre                       |
| Assos                                                      | Asos                        |
| Attalea                                                    | Antalya                     |
| Byzantium, Nova Roma, Constantinopolis                     | Isztambul                   |
| Caesarea, Mazaka                                           | Kayseri                     |
| Cappadocia                                                 | Kapadokya                   |
| Carrhae                                                    | Harran                      |
| Chalkedonia                                                | Kadiköy                     |
| Chersonesus Thracica                                       | Gallipoli                   |
| Cyzicus                                                    | Kapu Dagh                   |
| Dorylaeum                                                  | Eşkişehir mellett           |
| Edessa, Callirrhoe, Justinopolis                           | Sanli Urfa                  |
| Ephesus                                                    | Efes                        |
| Filadelfia                                                 | Alaşehir                    |
| Flavias, Flaviopolis                                       | Kozan                       |
| Granicus                                                   | Biga                        |
| Halikarnasszosz, Petronium                                 | Bodrum                      |
| Hattusa                                                    | Boğazkale                   |
| Heraclia, Ereclea                                          | Ereğli                      |
| Heraclea Pontica                                           | Bender Eregli               |
| Hierapolis                                                 | Pamukkale                   |
| Iconium, Iconia                                            | Konya                       |
| Ilium (Trója)                                              | Truva (Hisarlık)            |
| Kaunos                                                     | Dalyan mellett              |
| Laodicea                                                   | Eskihisar (Denizli mellett) |
| Limyra romjai (Lykia fővárosa)                             | Finike-től 5 km-re          |
| Miletus                                                    | Balat                       |
| Mopsuestia, Mamistra                                       | Misis (Adana)               |
| Myra (Lykia-i)                                             | Demre (Kale)                |
| Nicaea (Bithynia)                                          | Iznik                       |
| Nicomedia                                                  | Izmit                       |
| Ninica, Claudiopolis                                       | Mut (Adana)                 |
| Pera, Sycae                                                | Galata (Isztambul))         |
| Pergamon                                                   | Bergama                     |
| Phoenicia                                                  | Finike (Fenike)             |
| Pisidia                                                    | Yalvaç                      |
| Prusa, Brusa                                               | Bursa                       |
| Sardis (Athena Tapinagi)                                   | Sartmahmut, Manisa          |
| Sefarad                                                    | Sardes                      |
| Seleucia Calycadnus, Seleucia Isauria, Seleucia Tracheotis | Silifke (Adana)             |
| Sinope                                                     | Sinop                       |
| Smyrna                                                     | Izmir                       |
| Tarsus                                                     | Tarsus                      |
| Telmessos                                                  | Fethiye - 1914-ig Meğri     |
| Thyatira                                                   | Akhisar                     |
| Togarma                                                    | Gürün                       |
| Trapezus                                                   | Trabzon                     |
| Zela                                                       | Zile                        |

## Fordítás
Ez a szócikk részben vagy egészben  az   Index urbium Imperii Romani című latin Wikipédia-szócikk ezen változatának fordításán alapul.  Az eredeti cikk szerkesztőit annak laptörténete sorolja fel. Ez a jelzés csupán a megfogalmazás eredetét és a szerzői jogokat jelzi, nem szolgál a cikkben szereplő információk forrásmegjelöléseként.